# 金口河站
金口河站（彝語北部方言： ji ko hop）是一个成昆线上的铁路车站，位于四川省乐山市金口河区金河镇，建于1966年，目前为四等站，邮政编码为614700。目前客运：办理旅客乘降；行李、包裹托运；货运仅办理专用线、专用铁路货运作业。
车站设有2条专用线，分别通往乐山市金口河储运站及中核集团红华实业（原814厂）。其中储运站专用线通往位于铜河瓦窑坪的部队，1995年西昌铁路分局利用该专用线建设货场，设有长250米的货运线，主要到发品为木材、矿石、黄磷和铁合金:120,122；814厂专用线沿金乌公路从堡坎以下到河边，2015年当地政府利用该专用线在红华实业旁新建粮食储备库。

## 图片

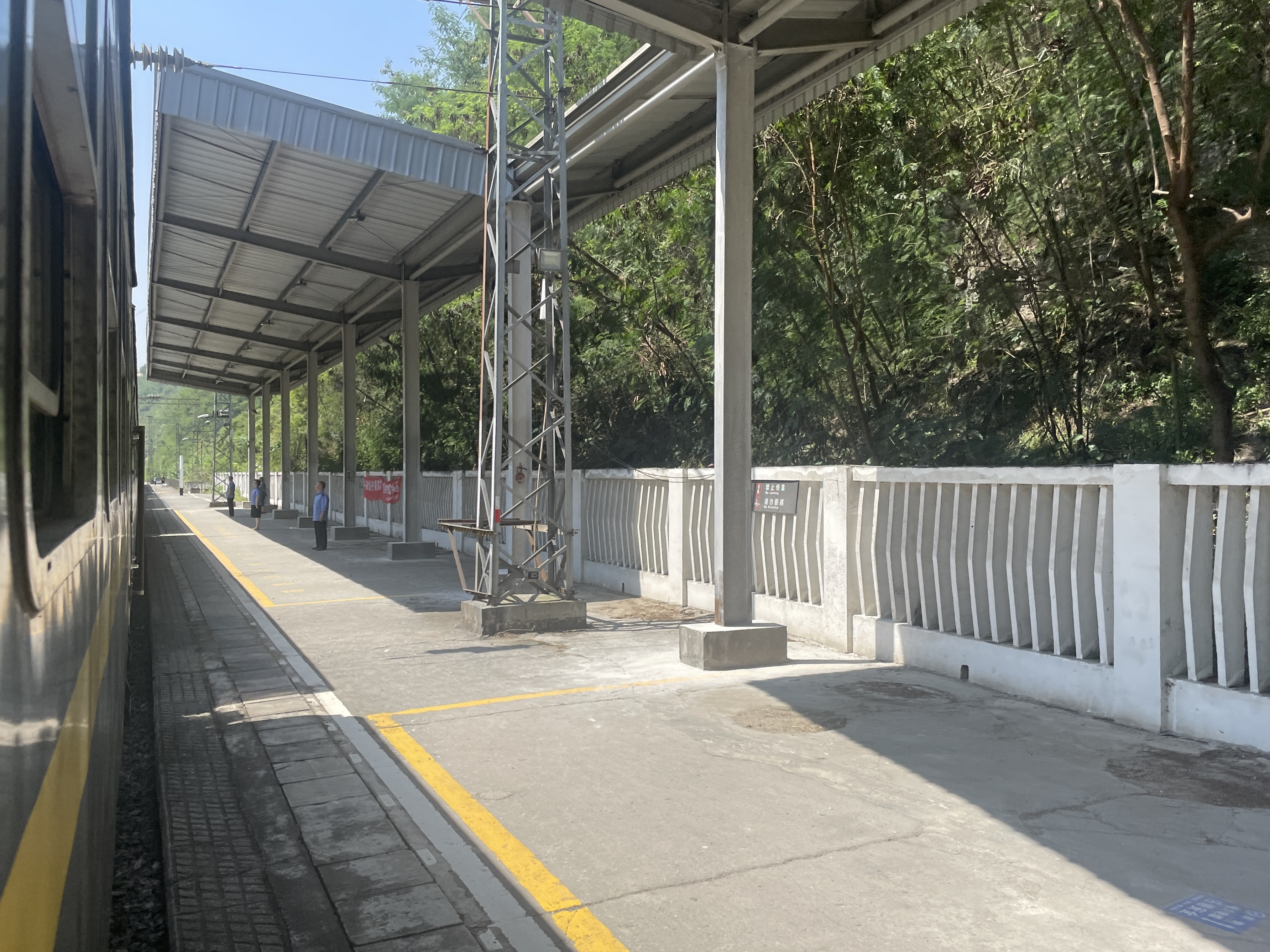
车站站台
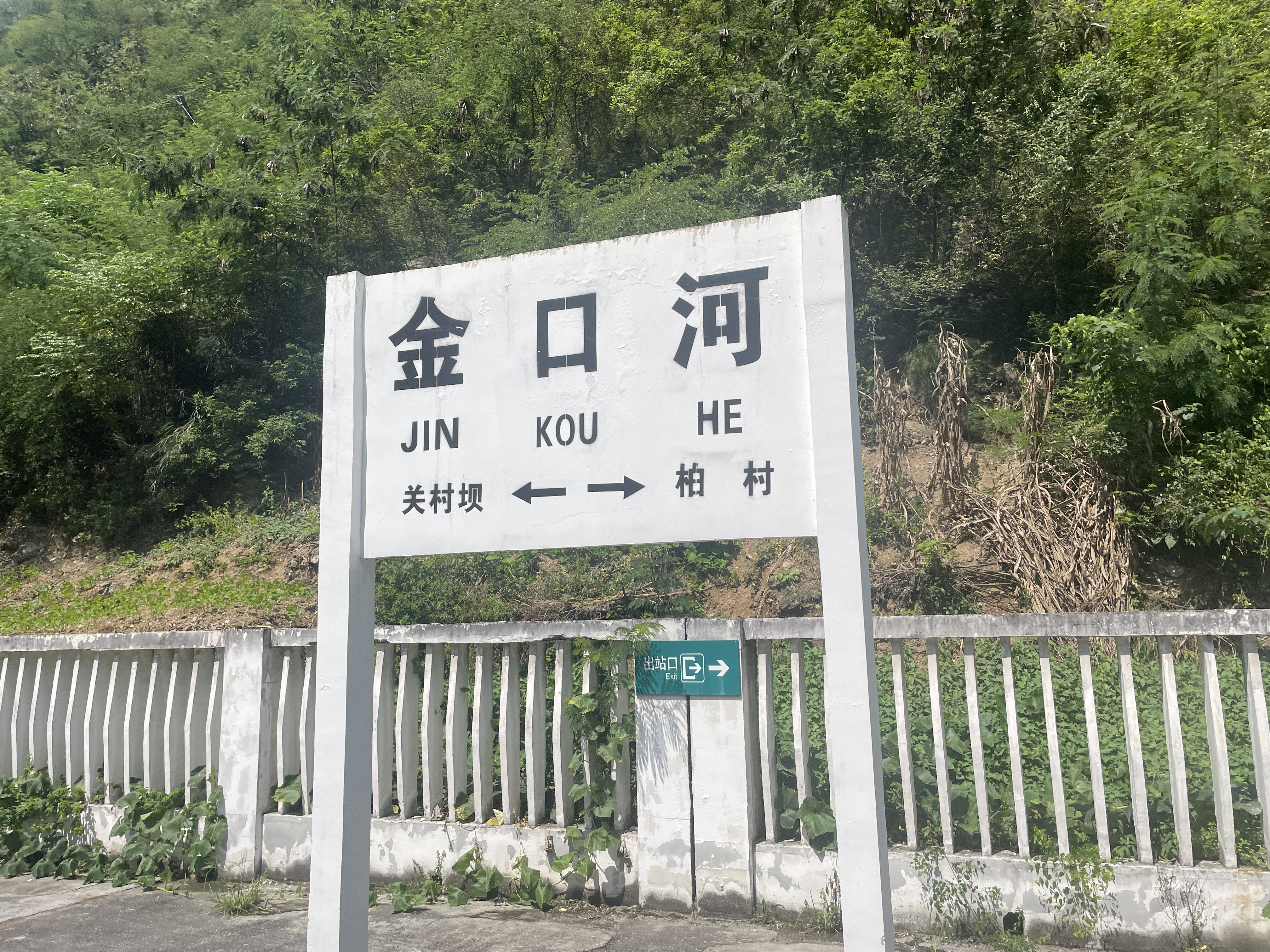
站牌
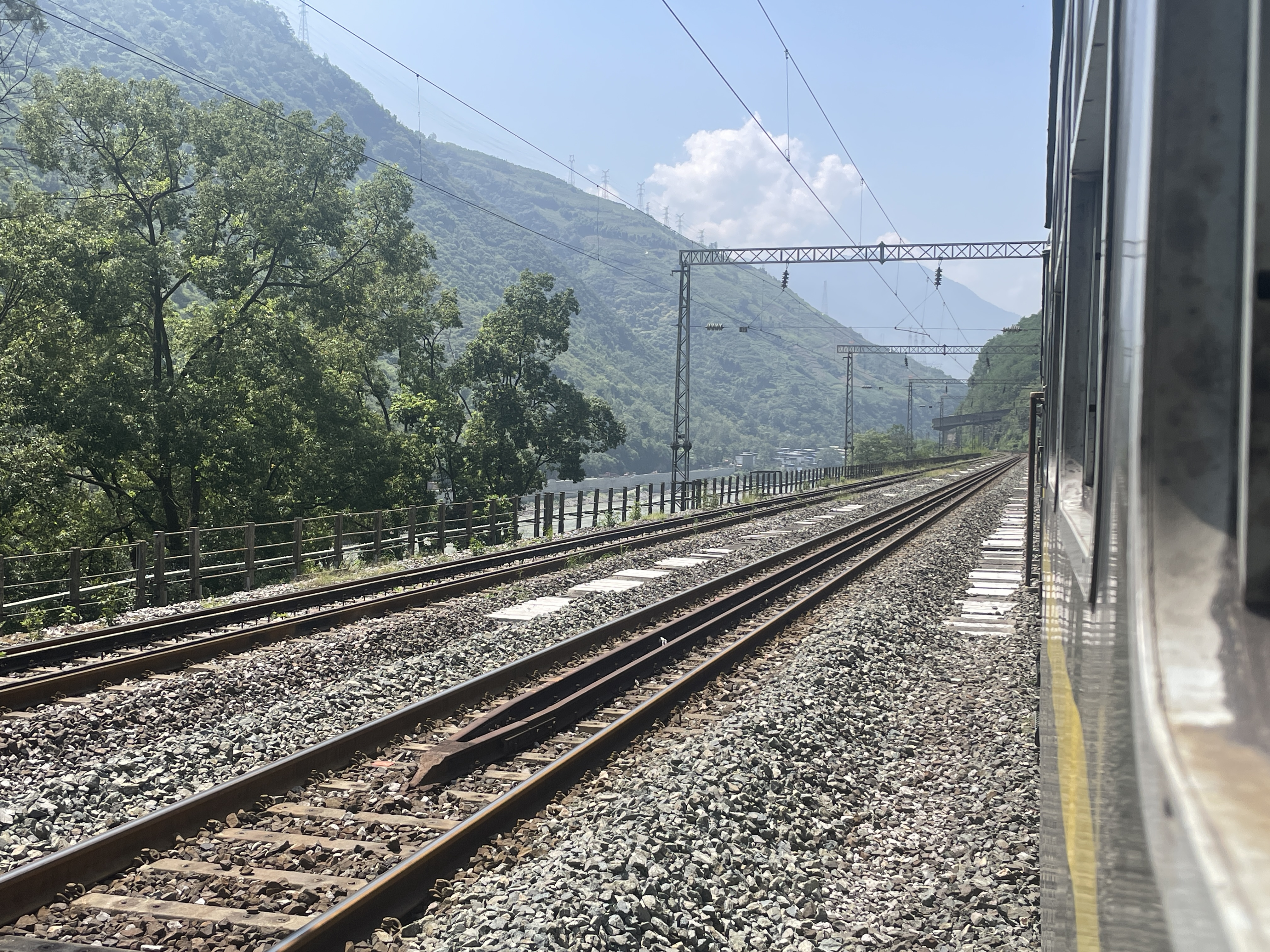
车站股道
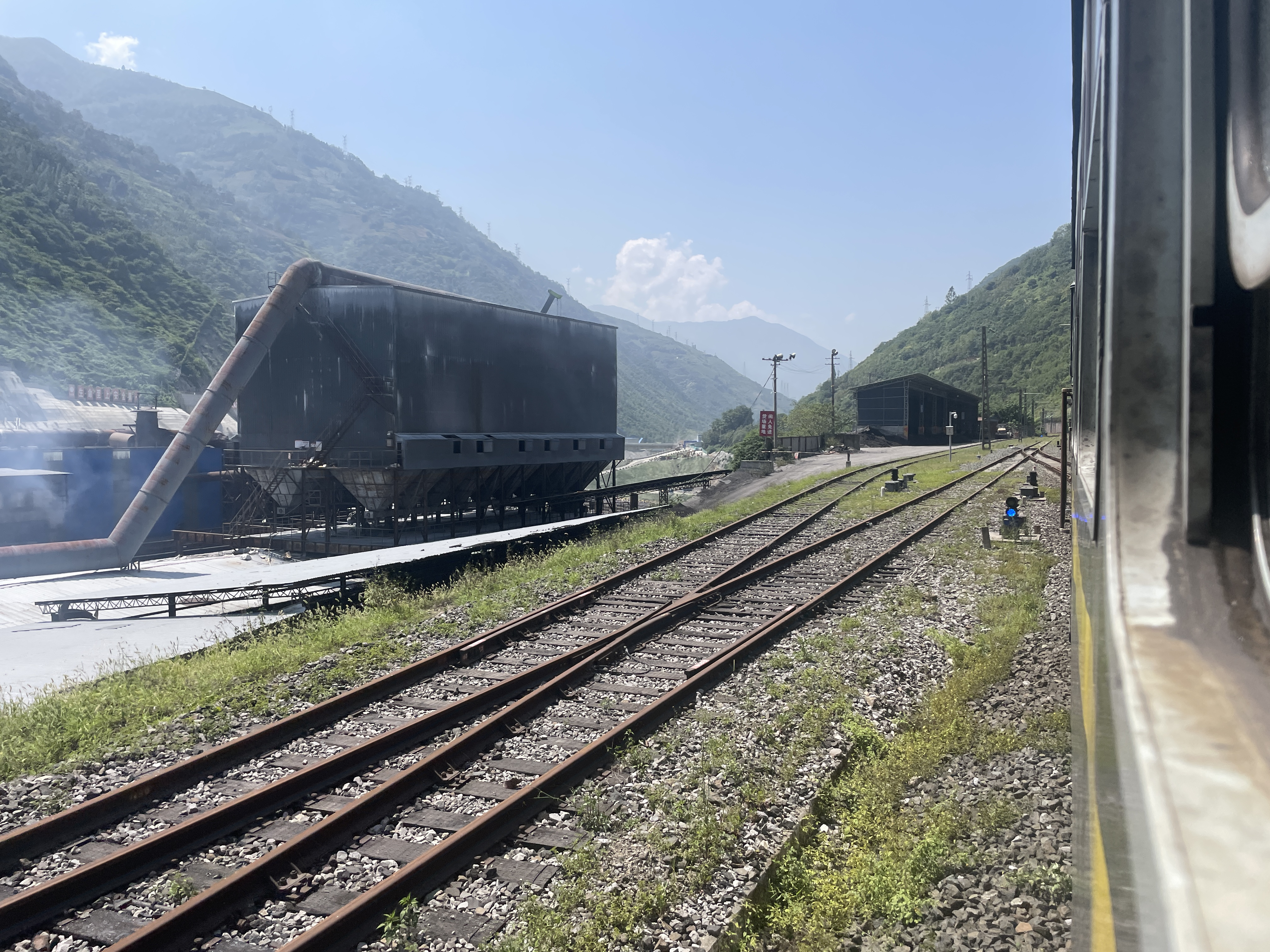
瓦窑坪货场
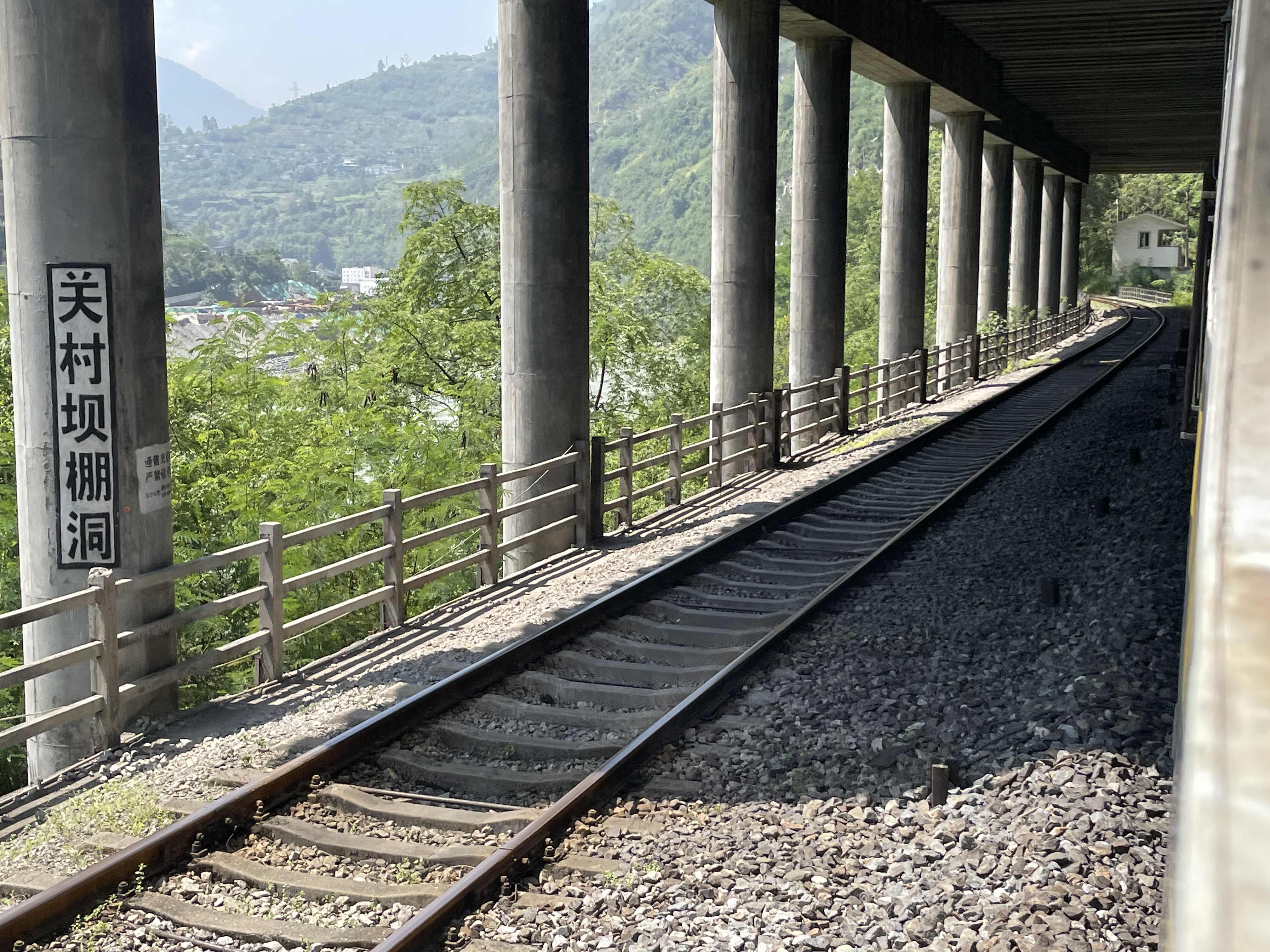
814专用线关村坝棚洞内